# Brighten the Corners
Brighten the Corners è il quarto disco realizzato dal gruppo indie rock statunitense Pavement.
Pubblicato l'11 febbraio del 1997, dall'etichetta discografica Matador Records, l'album venne poi distribuito in Europa attraverso la Domino Records.

## Realizzazione
Registrato tra il 15 e il 30 luglio del 1996 presso il Piedmont Triad Studio, il disco venne prodotto da Bryce Goggin e Mitch Easter (quest'ultimo noto soprattutto per il suo lavoro con i REM), debuttando al numero 70 nella Billboard 200, la classifica degli album più venduti negli Stati Uniti, pubblicata ogni settimana dalla rivista Billboard e classificandosi alla posizione numero 27 della Official Albums Chart.
Scritto interamente da Stephen Malkmus, con la sola eccezione dei brani Date with Ikea e Passat Dream, firmate da Scott Kannberg, Brighten the Corners trae il suo titolo da un probabile riferimento all'omonimo album di debutto della cantante jazz americana Ella Fitzgerald, uscito nel 1967.
L'edizione australiana incluse come bonus cd il singolo Shady Lane mentre, in quella giapponese erano presenti le due bonus track Wanna Mess You Around e No Tan Lines. Due singoli vennero estratti dall'album: Stereo e Shady Lane, entrambi pubblicati sempre nel 1997.
Il 9 dicembre del 2008, la Matador, ha pubblicato una edizione ampliata (2CD) dell'album, uscita con il titolo Brighten the Corners: Nicene Creedence Edition e che contiene l'album nella sua interezza, più altre 32 canzoni della band registrate in quel periodo, di cui 18 inedite. Le prime copie di questa ristampa includeva anche l'inedito album dal vivo Live Europaturnén MCMXCVII, in versione vinile 12".

## Tracce
1. Stereo - 3:07
2. Shady Lane - 3:50
3. Transport is Arranged - 3:52
4. Date with IKEA - 2:39
5. Old to Begin - 3:22
6. Type Slowly - 5:20
7. Embassy Row - 3:51
8. Blue Hawaiian - 3:33
9. We are Underused - 4:12
10. Passat Dream - 3:51
11. Starlings of the Slipstream - 3:08
12. Fin (intitolata Infinite Spark nella versione pubblicata dalla Domino) - 5:24

## Singoli
Due singoli vennero estratti dall'album: Stereo e Shady Lane, pubblicati rispettivamente nel marzo e nel maggio del 1997.

### Stereo
- UK 7" Domino Records

1. Stereo - 3:09
2. Birds In The Majic Industry - 3:11

- UK CD Domino Records

1. Stereo - 3:09
2. Westie Can Drum - 4:10
3. Winner of the - 2:48

- US CD Matador Records

1. Stereo - 3:09
2. Westie Can Drum - 4:10
3. Winner of the - 2:48
4. Birds In The Majic Industry - 3:11

### Shady Lane
- UK 7" Domino Records

1. Shady Lane (Krossfader) - 2:37
2. Unseen Power Of The Picket Fence - 3:56

- UK CD1 Domino Records

1. Shady Lane (Krossfader) - 2:37
2. No Tan Lines - 3:01
3. Wanna Mess You Around - 1:26

- UK CD2 Domino Records

1. Shady Lane (Krossfader) - 2:37
2. Cherry Area - 1:34
3. Slowly Typed - 2:51

- US CD Matador Records

1. Shady Lane (Krossfader) - 2:37
2. Slowly Typed - 2:51
3. Cherry Area - 1:34
4. Wanna Mess You Around - 1:26
5. No Tan Lines - 3:01

## Formazione
- Stephen Malkmus - voce, chitarra
- Scott Kannberg - chitarra, voce
- Bob Nastanovich - percussioni, voce
- Mark Ibold - basso
- Steve West - batteria, percussioni